# 小林準
小林 準（こばやし ひとし、1885年〈明治18年〉10月31日 - 1957年〈昭和32年〉9月15日）は、大日本帝国陸軍軍人。最終階級は陸軍少将。

## 経歴
東京府出身。陸軍士官学校第18期卒義。1923年（大正12年）3月、陸軍歩兵少佐に進級し、同年9月時点で歩兵第57連隊大隊長の任にあった。1924年（大正13年）9月時点で陸軍士官学校本科訓育部附兼本科教官に転じ、1924年（大正14年）9月時点で陸軍士官学校副官兼陸軍将校試験常置委員となり、1927年（昭和2年）7月、陸軍歩兵中佐進級と同時に歩兵第40連隊附を発令された。
1930年（昭和5年）3月に台湾軍副官に着任し、1932年（昭和7年）8月、陸軍歩兵大佐進級と同時に近衛師団司令部附となり、専修大学に配属された。1934年（昭和9年）3月に関東軍兵事部部員に転じ、1935年（昭和10年）8月に高田連隊区司令官に就任した。1937年（昭和12年）8月8日、陸軍少将進級と同時に待命となり、8月22日に予備役に編入された。
1957年（昭和32年）9月15日、胃がんのため死去。

### スキーについて
1910年（明治43年）、高田に赴任していた小林は、来日していたテオドール・エードラー・フォン・レルヒ中佐よりスキーの指導を受け、レルヒ中佐より指導を受けた最後の生存者であった。